# Jerzy Małecki (prawnik)
Jerzy Kazimierz Małecki (ur. 9 maja 1944 w Czarnkowie) – polski prawnik i nauczyciel akademicki, sędzia Naczelnego Sądu Administracyjnego, profesor nauk prawnych, profesor zwyczajny Uniwersytetu im. Adama Mickiewicza w Poznaniu.

## Życiorys
Ukończył studia prawnicze na UAM w Poznaniu. Doktoryzował się w 1973 na podstawie pracy pt. Fundusze pozabudżetowe rad narodowych, a w 1982 uzyskał stopień doktora habilitowanego w oparciu o rozprawę zatytułowaną Prawnofinansowe instrumenty ochrony i kształtowania środowiska. 28 kwietnia 2000 otrzymał tytuł profesora nauk prawnych. W pracy naukowej zajął się zagadnieniami z zakresu prawa finansowego i finansów publicznych.
Zawodowo od ostatnich lat studiów związany z Katedrą Prawa Finansowego Uniwersytetu im. Adama Mickiewicza w Poznaniu. Przechodził kolejne szczeble kariery naukowej, w 1991 został profesorem nadzwyczajnym, a w 2005 objął stanowisko profesora zwyczajnego tej uczelni. W latach 2000–2014 kierował Katedrą Prawa Finansowego. Odbywał staże naukowe głównie na uczelniach niemieckich. Na przełomie lat 80. i 90. wchodził w skład zespołu Rady Legislacyjnej, był też doradcą prawnym firmy polonijnej Inter-Fragrances. W latach 1998–2000 jako profesor nadzwyczajny wykładał na Uniwersytecie Łódzkim.
W 1971 zdał egzamin sędziowski. W sądownictwie zaczął pracować w 1991, kiedy to został sędzią Naczelnego Sądu Administracyjnego. W 2012 przeszedł w stan spoczynku.
W 2014, za wybitne zasługi dla wymiaru sprawiedliwości, za zasługi w kształtowaniu zasad demokratycznego państwa prawa, odznaczony przez prezydenta RP Krzyżem Komandorskim Orderu Odrodzenia Polski.